# Dennis Eilhoff
Dennis Eilhoff (ur. 31 lipca 1982 w Witten) – niemiecki piłkarz występujący na pozycji bramkarza

## Kariera
Eilhoff jako junior grał w klubach SC Paderborn, SC Delbrück oraz Arminia Bielefeld, do której trafił w 1996 roku. Do pierwszej drużyny tego zespołu został przesunięty w 2000 roku. W jej barwach zadebiutował 20 października 2000 w bezbramkowo zremisowanym meczu z Waldhof Mannheim, rozegranym w ramach rozgrywek 2. Bundesligi. Łącznie w sezonie 2000/2001 rozegrał dla Arminii dwa spotkania. Kolejny występ w barwach ekipy z Bielefeld zanotował dopiero w 2004 roku. 6 maja 2006 zadebiutował w Bundeslidze. Było to w spotkaniu z MSV Duisburgiem, przegranym przez jego zespół 0-3.
W 2007 roku został wypożyczony do drugoligowego TuS Koblenz. Pierwszy występ zaliczył tam 21 stycznia 2007 w ligowym meczu z MSV Duisburg, zremisowanym 1-1. W nowym klubie szybko wywalczył sobie miejsce w wyjściowej jedenastce. W Koblencji spędził łącznie półtora roku. W tym czasie zagrał tam 50 razy, a w lidze plasował się z klubem na dwunastej (2007) oraz dziesiątej pozycji (2008).
W 2008 roku powrócił do Arminii. Grał też w Dynamie Drezno.